# Javesella simillima
Javesella simillima är en insektsart som först beskrevs av Rauno E. Linnavuori 1948.  Javesella simillima ingår i släktet Javesella och familjen sporrstritar. Arten har ej påträffats i Sverige. Inga underarter finns listade i Catalogue of Life.